# Léon Kern (Historiker)
Léon Kern (* 15. Mai 1894 in Freiburg; † 18. August 1971 in Bern; katholisch, heimatberechtigt in Freiburg) war ein Schweizer Historiker und  Bundesarchivar.

## Leben
Léon Kern kam am 15. Mai 1894 in Freiburg als Sohn des Buchhalters Auguste Kern und seiner Frau Mathilde Kern, geborene Audergon zur Welt. Nach Absolvierung des  Kollegiums St. Michael studierte Kern ab 1915 Rechtswissenschaften, später Geschichte an der Universität Freiburg. Er promovierte 1917 mit einer Dissertation über die Geschichte Freiburgs im 13. Jahrhundert. Im Anschluss besuchte er die École nationale des chartes in Paris. Dort war er zudem als Jurist in der Schweizer Gesandtschaft angestellt.
In der Folge war Léon Kern ab 1920 als Archivar tätig. 1933 wurde ihm die Leitung des Bundesarchivs übertragen, die er bis 1954 innehatte. Dazu lehrte Kern auf universitärer Ebene zunächst von 1920 bis 1925 als Privatdozent für Geschichte an der Universität Lausanne, daran anschliessend bis 1963 als ausserordentlicher Professor für mittelalterliche Geschichte und historische Hilfswissenschaften an der Universität Bern. Kern trat als Verfasser zahlreicher wissenschaftlicher Beiträge zur Kirchen- und Diplomatiegeschichte hervor.
Léon Kern war mit der Gymnasiallehrerin Henriette geborene Weissenbach verheiratet. Er verstarb am 18. August 1971 drei Monate nach Vollendung seines 77. Lebensjahres in Bern.

## Ehrung
- Im Jahr 1962 würdigte die Universität Lausanne Léon Kern mit der Verleihung des Ehrendoktorats.